# Цикл женских турниров ITF 2012 (январь — март)
Цикл женских турниров ITF 2012 (англ. 2012 ITF Women's Circuit) — ежегодный женский тур профессиональных теннисистов, проводимый Международной федерацией тенниса.
Статья содержит результаты первой четверти года — с января по март.

## Расписание

### Легенда
| Призовой фонд |
| 100.000 USD   |
| 75.000 USD    |
| 50.000 USD    |
| 25.000 USD    |
| 10.000 USD    |

### Январь
| Дата начала | Турнир                                                   | Чемпионки (Счёт финала)                                    | Финалистки                              |
| ----------- | -------------------------------------------------------- | ---------------------------------------------------------- | --------------------------------------- |
| 2 января    | Цюаньчжоу, Китай $50,000+H — Хард Турнир 2012            | Кимико Датэ-Крумм 6-3 6-3                                  | Тимея Бабош                             |
| 2 января    | Цюаньчжоу, Китай $50,000+H — Хард Турнир 2012            | Чжань Хаоцин Рика Фудзивара 4-6 6-4 [10-7]                 | Кимико Датэ-Крумм Чжан Шуай             |
| 9 января    | Анталья, Турция $10,000 — Грунт Турнир 2012              | София Квацабая 6-0 6-2                                     | Евгения Пашкова                         |
| 9 января    | Анталья, Турция $10,000 — Грунт Турнир 2012              | Анастасия Фролова Евгения Пашкова 6-4 7-6(2)               | Патрича Киря Патрича Мария Циг          |
| 9 января    | Глазго, Великобритания $10,000 — Хард(i) Турнир 2012     | Алисон ван Эйтванк 6-3 6-0                                 | Франческа Стефенсон                     |
| 9 января    | Глазго, Великобритания $10,000 — Хард(i) Турнир 2012     | Анна Фитцпатрик Саманта Маррей 6-2 6-3                     | Александра Уокер Лиза Вайбурн           |
| 9 января    | Сен-Мартен, Франция $10,000 — Хард Турнир 2012           | Ясмин Шнак 6-7(4) 6-2 6-1                                  | Амандин Эсс                             |
| 9 января    | Сен-Мартен, Франция $10,000 — Хард Турнир 2012           | Шеразад Бенамар Бранди Мина 6-4 6-4                        | Марион Го Амандин Эсс                   |
| 9 января    | Иннисбрук, США $25,000 — Грунт Турнир 2012               | Грейс Мин 2-6 6-2 6-4                                      | Гейл Бродски                            |
| 9 января    | Иннисбрук, США $25,000 — Грунт Турнир 2012               | Дарья Кустова Иоана-Ралука Олару 6-3 6-1                   | Джоя Барбьери Надежда Гуськова          |
| 9 января    | Пинго, Китай $25,000 — Хард Турнир 2012                  | Чжао Ицзин 6-2 6-4                                         | Эрика Такао                             |
| 9 января    | Пинго, Китай $25,000 — Хард Турнир 2012                  | Гао Шаоюань Чжао Ицзин 3-6 7-6(3) [10-7]                   | Лян Чэнь Тянь Жань                      |
| 16 января   | Анталья, Турция $10,000 — Грунт Турнир 2012              | София Квацабая 7-6(4) 6-1                                  | Марина Хираль Лорес                     |
| 16 января   | Анталья, Турция $10,000 — Грунт Турнир 2012              | Кристина Дину Кристина-Андрея Миту 7-6(3) 6-2              | Диана Марку Лиана-Габриэла Унгур        |
| 16 января   | Коимбра, Португалия $10,000 — Хард Турнир 2012           | Ульяна Айзатулина 7-5 6-1                                  | Кейтлин Хуриски                         |
| 16 января   | Коимбра, Португалия $10,000 — Хард Турнир 2012           | Луция Бутковская Ульрикке Эйкери 6-3 6-1                   | Беатрис Седермарк Матильда Хамлин       |
| 16 января   | Госье, Гваделупа $10,000 — Хард Турнир 2012              | Амандин Эсс 7-5 6-1                                        | Полин Пайе                              |
| 16 января   | Госье, Гваделупа $10,000 — Хард Турнир 2012              | Уитни Джонс Ясмин Шнак 2-6 6-4 [16-14]                     | Маргарита Лазарева Керен Шломо          |
| 16 января   | Штутгарт, Германия $10,000 — Хард(i) Турнир 2012         | Тереза Смиткова 6-4 7-6(4)                                 | Марина Заневская                        |
| 16 января   | Штутгарт, Германия $10,000 — Хард(i) Турнир 2012         | Паула Каня Ксения Лыкина 6-4 6-3                           | Людмила Киченок Надежда Киченок         |
| 16 января   | Саттон, Великобритания $10,000 — Хард(i) Турнир 2012     | Рихел Хогенкамп 6-3 6-2                                    | Тереза Боутелл                          |
| 16 января   | Саттон, Великобритания $10,000 — Хард(i) Турнир 2012     | Эми Боутелл Кверина Лемойне 7-6(5) 6-3                     | Эликсан Лешемия Ирина Рамьялизон        |
| 16 января   | Плантейшн, США $25,000 — Хард Турнир 2012                | Лорен Дэвис 6-4 6-1                                        | Гейл Бродски                            |
| 16 января   | Плантейшн, США $25,000 — Хард Турнир 2012                | Каталина Кастаньо Лора Торп 6-4 6-2                        | Джессика Пегула Аша Ролле               |
| 23 января   | Анталья, Турция $10,000 — Грунт Турнир 2012              | Кристина Дину 7-5 6-3                                      | Лиана-Габриэла Унгур                    |
| 23 января   | Анталья, Турция $10,000 — Грунт Турнир 2012              | Кристина Дину Кристина-Андрея Миту Без игры                | Юми Накано Екатерина Яшина              |
| 23 января   | Коимбра, Португалия $10,000 — Хард Турнир 2012           | Ульрикке Эйкери 2-6 7-5 6-3                                | Юстина Егёлка                           |
| 23 января   | Коимбра, Португалия $10,000 — Хард Турнир 2012           | Луция Бутковская Ульрикке Эйкери 6-3 6-0                   | Мартина Качотти Николь Клерико          |
| 23 января   | Карст, Германия $10,000 — Ковёр(i) Турнир 2012           | Дина Пфиценмайер 6-4 6-4                                   | Алисон ван Эйтванк                      |
| 23 января   | Карст, Германия $10,000 — Ковёр(i) Турнир 2012           | Маргарита Гаспарян Анна Смолина 6-7(2) 6-2 [10-8]          | Александра Артамонова Марина Мельникова |
| 23 января   | Мальорка, Испания $10,000 — Грунт Турнир 2012            | Анастасия Гримальская 6-1 6-4                              | Барбара Собашкевич                      |
| 23 января   | Мальорка, Испания $10,000 — Грунт Турнир 2012            | Анастасия Гримальская Барбара Собашкевич 7-6(6) 2-6 [10-7] | Симона Добра Луция Кригсманнова         |
| 23 января   | Андрезье-Бутеон, Франция $25,000 — Хард(i) Турнир 2012   | Кристина Плишкова 6-2 6-2                                  | Анна-Джулия Ремондина                   |
| 23 января   | Андрезье-Бутеон, Франция $25,000 — Хард(i) Турнир 2012   | Каролина Плишкова Кристина Плишкова 6-4 4-6 [10-5]         | Жюли Куэн Ева Грдинова                  |
| 30 января   | Анталья, Турция $10,000 — Грунт Турнир 2012              | Даниэлла Хармсен 6-3 6-4                                   | Мартина ди Джузеппе                     |
| 30 января   | Анталья, Турция $10,000 — Грунт Турнир 2012              | Диана Энаке Даниэлла Хармсен 6-0 1-6 [10-6]                | Илона Кремень Эми Мутагути              |
| 30 января   | Мальорка, Испания $10,000 — Грунт Турнир 2012            | София Квацабая 6-2 6-3                                     | Ивонн Кавалье Реймерс                   |
| 30 января   | Мальорка, Испания $10,000 — Грунт Турнир 2012            | Ивонн Кавалье Реймерс Лусия Сервера-Васкес 7-5 6-4         | Аличе Балдуччи Анна Шефер               |
| 30 января   | Берни, Австралия $25,000 — Хард Турнир 2012              | Оливия Роговска 6-3 6-3                                    | Ирина Хромачёва                         |
| 30 января   | Берни, Австралия $25,000 — Хард Турнир 2012              | Арина Родионова Мелани Саут 6-2 6-2                        | Стефани Бенгсон Тайра Кальдервуд        |
| 30 января   | Гренобль, Франция $25,000 — Хард(i) Турнир 2012          | Каролина Плишкова 7-6(11) 7-6(6)                           | Кристина Плишкова                       |
| 30 января   | Гренобль, Франция $25,000 — Хард(i) Турнир 2012          | Каролина Плишкова Кристина Плишкова 6-1 6-3                | Валентина Ивахненко Марина Заневская    |
| 30 января   | Ранчо-Санта-Фе, США $25,000 — Хард Турнир 2012           | Джулия Босеруп 6-0 6-3                                     | Лорен Дэвис                             |
| 30 января   | Ранчо-Санта-Фе, США $25,000 — Хард Турнир 2012           | Мария Санчес Ясмин Шнак 7-6(4) 4-6 [10-8]                  | Ирина Бурячок Елизавета Янчук           |
| 30 января   | Сандерленд, Великобритания $25,000 — Хард(i) Турнир 2012 | Сара Гронерт 3-6 6-2 6-3                                   | Анника Бек                              |
| 30 января   | Сандерленд, Великобритания $25,000 — Хард(i) Турнир 2012 | Юстина Егёлка Диана Марцинкевич 6-4 2-6 [10-6]             | Мартина Качотти Анастасия Гримальская   |

### Февраль
| Дата начала | Турнир                                                                 | Чемпионки (Счёт финала)                               | Финалистки                                |
| ----------- | ---------------------------------------------------------------------- | ----------------------------------------------------- | ----------------------------------------- |
| 6 февраля   | Анталья, Турция $10,000 — Грунт Турнир 2012                            | Кристина Дину 6-1 6-1                                 | Диана Энаке                               |
| 6 февраля   | Анталья, Турция $10,000 — Грунт Турнир 2012                            | Диана Энаке Даниэлла Хармсен 7-6(5) 6-1               | Седа Арантекин Хуля Эсен                  |
| 6 февраля   | Шарм-эш-Шейх, Египет $10,000 — Хард Турнир 2012                        | Вин-Яу Венис Чжань 7-5 1-6 6-1                        | Линн Схонхаге                             |
| 6 февраля   | Шарм-эш-Шейх, Египет $10,000 — Хард Турнир 2012                        | Натела Дзаламидзе Кристина Казимова 6-4 7-5           | Росио де ла Торре-Санчес Кристина Шаховец |
| 6 февраля   | Вале-ду-Лобу, Португалия $10,000 — Хард Турнир 2012                    | Эстель Гисар 6-2 6-1                                  | Хироко Кувата                             |
| 6 февраля   | Вале-ду-Лобу, Португалия $10,000 — Хард Турнир 2012                    | Никола Горакова Тереза Маликова 6-2 6-2               | Розалия Алда Екатерина Тур                |
| 6 февраля   | Лонсестон, Австралия $25,000 — Хард Турнир 2012                        | Юлия Путинцева 6-1 6-3                                | Лесли Керкхове                            |
| 6 февраля   | Лонсестон, Австралия $25,000 — Хард Турнир 2012                        | Сюко Аояма Котоми Такахата 6-4 6-4                    | Се Шуин Чжэн Сайсай                       |
| 6 февраля   | Ранчо-Мираж, США $25,000 — Хард Турнир 2012                            | Йоханна Конта 6-0 6-4                                 | Ленка Винерова                            |
| 6 февраля   | Ранчо-Мираж, США $25,000 — Хард Турнир 2012                            | Екатерина Горгодзе София Шапатава 6-2 3-6 [10-6]      | Валерия Соловьёва Ленка Винерова          |
| 6 февраля   | Ривьера-ди-Сан-Лоренсу, Бразилия $25,000 — Хард Турнир 2012            | Роксана Вайсемберг 6-1 6-1                            | Бьянка Ботто                              |
| 6 февраля   | Ривьера-ди-Сан-Лоренсу, Бразилия $25,000 — Хард Турнир 2012            | Майлен Ору Мария Иригойен 6-3 6-1                     | Вероника Сепеде Роиг Флоренсия Молинеро   |
| 6 февраля   | Dow Corning Tennis Classic Мидленд, США $100,000 — Хард(i) Турнир 2012 | Ольга Говорцова 6-3 6-7(6) 7-6(5)                     | Магдалена Рыбарикова                      |
| 6 февраля   | Dow Corning Tennis Classic Мидленд, США $100,000 — Хард(i) Турнир 2012 | Андреа Главачкова Луция Градецкая 7-6(4) 6-2          | Весна Долонц Стефани Форетц-Гакон         |
| 6 февраля   | Copa Bionaire Кали, Колумбия $100,000+H — Грунт Турнир 2012            | Александра Дулгеру 6-3 1-6 6-3                        | Мэнди Минелла                             |
| 6 февраля   | Copa Bionaire Кали, Колумбия $100,000+H — Грунт Турнир 2012            | Карин Кнапп Мэнди Минелла 6-4 6-3                     | Ралука Олару Александра Каданцу           |
| 13 февраля  | Анталья, Турция $10,000 — Грунт Турнир 2012                            | Юлия Бейгельзимер 7-5 7-5                             | Лиана-Габриэла Унгур                      |
| 13 февраля  | Анталья, Турция $10,000 — Грунт Турнир 2012                            | Ян Чжаосюань Чжан Кайлинь 7-6(6) 5-7 [10-8]           | Ли Ихун Тан Хаочэнь                       |
| 13 февраля  | Лаймен, Германия $10,000 — Хард(i) Турнир 2012                         | Мелани Клаффнер 2-6 7-6(5) 6-1                        | Тереза Смиткова                           |
| 13 февраля  | Лаймен, Германия $10,000 — Хард(i) Турнир 2012                         | Анна-Лена Фридзам Юлия Киммельманн 6-1 7-6(4)         | Элин Буйкенс Яна Набель                   |
| 13 февраля  | Линчёпинг, Швеция $10,000 — Хард(i) Турнир 2012                        | Марта Сироткина 6-1 6-3                               | Милана Шпремо                             |
| 13 февраля  | Линчёпинг, Швеция $10,000 — Хард(i) Турнир 2012                        | Дияна Райцкович Алина Вессел 1-6 6-3 [10-8]           | Маргарита Лазарева Марта Сироткина        |
| 13 февраля  | Портиман, Португалия $10,000 — Хард Турнир 2012                        | Юстина Оцга 4-6 6-1 6-1                               | Елена Бовина                              |
| 13 февраля  | Портиман, Португалия $10,000 — Хард Турнир 2012                        | Никола Горакова Тереса Маликова 6-3 2-6 [10-5]        | Аня Прислан Лисанна ван Рит               |
| 13 февраля  | Шарм-эш-Шейх, Египет $10,000 — Хард Турнир 2012                        | Натела Дзаламидзе 6-3 6-7(3) 6-0                      | Барбара Хаас                              |
| 13 февраля  | Шарм-эш-Шейх, Египет $10,000 — Хард Турнир 2012                        | Индире Акики Анастасия Харченко 6-3 6-3               | Натела Дзаламидзе Кристина Казимова       |
| 13 февраля  | Таллин, Эстония $10,000 — Хард(i) Турнир 2012                          | Эми Ботелл 7-6(5) 6-4                                 | Полина Виноградова                        |
| 13 февраля  | Таллин, Эстония $10,000 — Хард(i) Турнир 2012                          | Луция Бутковская Ева Ваканно 6-4 7-6(7)               | Дарья Лебешева Юлия Валетова              |
| 13 февраля  | Рабат, Марокко $25,000 — Грунт Турнир 2012                             | Ясмина Тинич 7-6(4) 2-6 7-5                           | Кирстен Флипкенс                          |
| 13 февраля  | Рабат, Марокко $25,000 — Грунт Турнир 2012                             | Яна Чепелова Река-Луца Яни 6-7(4) 6-1 [10-4]          | Анастасия Гримальская Илона Кремень       |
| 13 февраля  | Сюрпрайз, США $25,000 — Хард Турнир 2012                               | Мишель Ларшер де Бриту 6-1 6-3                        | Клер Фёэрстен                             |
| 13 февраля  | Сюрпрайз, США $25,000 — Хард Турнир 2012                               | Мария Санчес Ясмин Шнак 6-4 6-3                       | Михаэла Бузарнеску Валерия Соловьёва      |
| 13 февраля  | Сидней, Австралия $25,000 — Хард Турнир 2012                           | Эшли Барти 6-1 6-3                                    | Оливия Роговска                           |
| 13 февраля  | Сидней, Австралия $25,000 — Хард Турнир 2012                           | Арина Родионова Мелани Саут 3-6 6-3 [10-8]            | Дуань Инъин Хань Синьюнь                  |
| 20 февраля  | Анталья, Турция $10,000 — Грунт Турнир 2012                            | Кристина-Андрея Миту 6-3 6-0                          | Мана Аюкава                               |
| 20 февраля  | Анталья, Турция $10,000 — Грунт Турнир 2012                            | Юлия Бейгельзимер Ксения Милевская 6-3 7-6(4)         | Ли Хуачжэнь Ли Пэйчзи                     |
| 20 февраля  | Хельсингборг, Швеция $10,000 — Ковёр(i) Турнир 2012                    | Кверина Лемойне 6-4 6-4                               | Ева Грдинова                              |
| 20 февраля  | Хельсингборг, Швеция $10,000 — Ковёр(i) Турнир 2012                    | Эми Ботелл Кверина Лемойне 6-3 6-4                    | Матильда Хамлин Валерия Осадченко         |
| 20 февраля  | Макон, Франция $10,000 — Хард(i) Турнир 2012                           | Марина Заневская 6-1 6-2                              | Эма Микульчич                             |
| 20 февраля  | Макон, Франция $10,000 — Хард(i) Турнир 2012                           | Джулия Гатто-Монтиконе Михаэла Гончова 6-4 1-6 [10-5] | Ким Килсдонк Николетта ван Эйтерт         |
| 20 февраля  | Шарм-эш-Шейх, Египет $10,000 — Хард Турнир 2012                        | Ксения Кириллова 7-5 6-4                              | Натела Дзаламидзе                         |
| 20 февраля  | Шарм-эш-Шейх, Египет $10,000 — Хард Турнир 2012                        | Натела Дзаламидзе Кристина Казимова 6-0 7-6(4)        | София Дмитриева Полина Лейкина            |
| 20 февраля  | Таллин, Эстония $10,000 — Хард(i) Турнир 2012                          | Анетт Контавейт 7-5 6-4                               | Катажина Питер                            |
| 20 февраля  | Таллин, Эстония $10,000 — Хард(i) Турнир 2012                          | Лу Брюло Александра Саснович 6-3 6-2                  | Ольга Калюжная Джейми-Гейли ван де Вал    |
| 20 февраля  | Милдьюра, Австралия $25,000 — Трава Турнир 2012                        | Эшли Барти 6-1 7-6(8)                                 | Виктория Раичич                           |
| 20 февраля  | Милдьюра, Австралия $25,000 — Трава Турнир 2012                        | Мервана Югич-Салкич Ксения Лыкина 5-7 7-5 [10-7]      | Стефани Бенгсон Тайра Кальдервуд          |
| 20 февраля  | Москва, Россия $25,000 — Хард(i) Турнир 2012                           | Анника Бек 6-1 7-5                                    | Кирстен Флипкенс                          |
| 20 февраля  | Москва, Россия $25,000 — Хард(i) Турнир 2012                           | Оксана Калашникова Марта Сироткина 7-6(2) 4-6 [11-9]  | Татьяна Котельникова Лидия Морозова       |
| 27 февраля  | Анталья, Турция $10,000 — Грунт Турнир 2012                            | Ана Савич 6-3 6-4                                     | Джола Барбьери                            |
| 27 февраля  | Анталья, Турция $10,000 — Грунт Турнир 2012                            | Клаудиа Джовине Анна Шефер 6-3 3-6 [10-7]             | Саназ Маранд Никола Слейтер               |
| 27 февраля  | Брон, Франция $10,000 — Хард(i) Турнир 2012                            | Марина Заневская 5-7 7-6(2) 6-3                       | Анастасия Васильева                       |
| 27 февраля  | Брон, Франция $10,000 — Хард(i) Турнир 2012                            | Диана Марцинкевич Деспина Папамихаил 7-5 7-5          | Юстина Оцга Изабелла Шиникова             |
| 27 февраля  | Веллингтон, Новая Зеландия $25,000 — Хард Турнир 2012                  | Дуань Инъин 6-1 6-4                                   | Сандра Заневская                          |
| 27 февраля  | Веллингтон, Новая Зеландия $25,000 — Хард Турнир 2012                  | Анна Фитцпатрик Шанель Симмондс 6-3 6-4               | Хан Сон Хи Юрина Косино                   |

### Март
| Дата начала | Турнир                                                                             | Чемпионки (Счёт финала)                                         | Финалистки                                  |
| ----------- | ---------------------------------------------------------------------------------- | --------------------------------------------------------------- | ------------------------------------------- |
| 5 марта     | Анталья, Турция $10,000 — Грунт Турнир 2012                                        | Ана Савич 6-2 4-6 6-2                                           | Мартина ди Джузеппе                         |
| 5 марта     | Анталья, Турция $10,000 — Грунт Турнир 2012                                        | Кристина Дину Диана Энаке 6-0 5-7 [10-3]                        | Ангелина Габуева Маргарита Лазарева         |
| 5 марта     | Аурангабад, Индия $10,000 — Грунт Турнир 2012                                      | Далила Якупович 6-4 7-5                                         | Пеангтарн Плипыч                            |
| 5 марта     | Аурангабад, Индия $10,000 — Грунт Турнир 2012                                      | Далила Якупович Сара-Ребекка Секулич 6-1 6-3                    | Пеангтарн Плипыч Варуня Вонгтинчай          |
| 5 марта     | Дижон, Франция $10,000 — Хард(i) Турнир 2012                                       | Марина Заневская 6-4 6-4                                        | Диана Марцинкевич                           |
| 5 марта     | Дижон, Франция $10,000 — Хард(i) Турнир 2012                                       | Диана Марцинкевич Деспина Папамихаил 7-5 7-6(7)                 | Яна Сизикова Алисон ван Эйтванк             |
| 5 марта     | Форт-Уолтон-Бич, США $25,000 — Хард Турнир 2012                                    | Мэдисон Бренгл 6-4 3-6 6-3                                      | Тереза Мрдежа                               |
| 5 марта     | Форт-Уолтон-Бич, США $25,000 — Хард Турнир 2012                                    | Мэдисон Бренгл Паула Каня 6-3 6-4                               | Елена Бовина Ализе Лим                      |
| 5 марта     | Ирапуато, Мексика $25,000 — Хард Турнир 2012                                       | Кики Бертенс 6-4 2-6 6-1                                        | Ярослава Шведова                            |
| 5 марта     | Ирапуато, Мексика $25,000 — Хард Турнир 2012                                       | Жанетта Гусарова Каталин Мароши 6-2 6-7(9) [10-7]               | Мария Елена Камерин Мария Корытцева         |
| 12 марта    | Амьен, Франция $10,000 — Грунт(i) Турнир 2012                                      | Изабелла Шиникова 6-3 0-6 6-3                                   | Исалин Бонавентюре                          |
| 12 марта    | Амьен, Франция $10,000 — Грунт(i) Турнир 2012                                      | Бернис ван де Вельде Николетта ван Эйтерт 2-6 7-6(7) [10-6]     | Катарина Ленерт Катарина Негрин             |
| 12 марта    | Анталья, Турция $10,000 — Грунт Турнир 2012                                        | Ана Савич 6-0 6-4                                               | Ясмина Тинич                                |
| 12 марта    | Анталья, Турция $10,000 — Грунт Турнир 2012                                        | Джола Барбьери Анастасия Гримальская 6-4 1-6 [11-9]             | Клаудиа Джовине Саназ Маранд                |
| 12 марта    | Астана, Казахстан $10,000 — Хард(i) Турнир 2012                                    | Анна-Лена Фридзам 6-4 6-3                                       | Екатерина Яшина                             |
| 12 марта    | Астана, Казахстан $10,000 — Хард(i) Турнир 2012                                    | Евгения Пашкова Анастасия Васильева 7-5 6-2                     | Альбина Хабибулина Илона Кремень            |
| 12 марта    | Бат, Великобритания $10,000 — Хард(i) Турнир 2012                                  | Тереза Смиткова 4-6 6-2 6-1                                     | Катажина Питер                              |
| 12 марта    | Бат, Великобритания $10,000 — Хард(i) Турнир 2012                                  | Саманта Маррей Эмили Уэбли-Смит 4-6 6-4 [10-5]                  | Ленка Юрикова Катажина Питер                |
| 12 марта    | Мадрид, Испания $10,000 — Грунт Турнир 2012                                        | Эстель Гисар 6-0 7-6(5)                                         | Сара Соррибес Тормо                         |
| 12 марта    | Мадрид, Испания $10,000 — Грунт Турнир 2012                                        | Пилар Домингес-Лопес Исабель Раписарда-Кальво 7-6(0) 2-6 [10-8] | Яна Яндова Сандра Мартинович                |
| 12 марта    | Миядзаки, Япония $10,000 — Трава Турнир 2012                                       | Макото Ниномия 6-0 6-7(5) 6-0                                   | Юми Миядзаки                                |
| 12 марта    | Миядзаки, Япония $10,000 — Трава Турнир 2012                                       | Акари Иноуэ Хироко Кувата 6-3 6-0                               | Канаэ Хисами Юми Миядзаки                   |
| 12 марта    | Мумбаи, Индия $10,000 — Хард Турнир 2012                                           | Йована Якшич 6-3 7-6(5)                                         | Керен Шломо                                 |
| 12 марта    | Мумбаи, Индия $10,000 — Хард Турнир 2012                                           | Пеангтарн Плипыч Варуня Вонгтинчай 6-1 6-2                      | Аня Прислан Кира Шрофф                      |
| 12 марта    | Клирвотер, США $25,000 — Хард Турнир 2012                                          | Гарбинье Мугуруса-Бланко 6-0 6-1                                | Грейс Мин                                   |
| 12 марта    | Клирвотер, США $25,000 — Хард Турнир 2012                                          | Екатерина Горгодзе Алёна Сотникова 6-3 6-2                      | Наоми Броуди Хезер Уотсон                   |
| 12 марта    | Поса-Рика-де-Идальго, Мексика $25,000 — Хард Турнир 2012                           | Ярослава Шведова 6-1 6-2                                        | Моника Пуиг                                 |
| 12 марта    | Поса-Рика-де-Идальго, Мексика $25,000 — Хард Турнир 2012                           | Яна Чепелова Ленка Винерова 7-5 2-6 [10-3]                      | Мария Елена Камерин Мария Корытцева         |
| 12 марта    | Санья, Китай $25,000 — Хард Турнир 2012                                            | Ван Цян 6-2 6-4                                                 | Хань Синьюнь                                |
| 12 марта    | Санья, Китай $25,000 — Хард Турнир 2012                                            | Эрика Сэма Чжэн Сайсай 6-2 6-2                                  | Лян Чэнь Чжоу Имяо                          |
| 12 марта    | Открытый чемпионат Багамских островов Нассау, Багамы $100,000+Н — Хард Турнир 2012 | Александра Возняк 6-4 7-5                                       | Ализе Корне                                 |
| 12 марта    | Открытый чемпионат Багамских островов Нассау, Багамы $100,000+Н — Хард Турнир 2012 | Жанетта Гусарова Каталин Мароши 6-1 3-6 [10-6]                  | Ева Бирнерова Энн Кеотавонг                 |
| 19 марта    | Анталья, Турция $10,000 — Грунт Турнир 2012                                        | Ана Савич 5-0 — отказ                                           | Лиза Сабино                                 |
| 19 марта    | Анталья, Турция $10,000 — Грунт Турнир 2012                                        | Эвелин Майр Юлия Майр 6-2 6-3                                   | Клаудиа Джовине Теодора Мирчич              |
| 19 марта    | Гонесс, Франция $10,000 — Грунт(i) Турнир 2012                                     | Ирина Бремон 7-6(2) 6-3                                         | Одри Берго                                  |
| 19 марта    | Гонесс, Франция $10,000 — Грунт(i) Турнир 2012                                     | Карин Маргошова Ленка Тварошкова 7-6(4) 6-1                     | Шерезад Бенамар Бранди Мина                 |
| 19 марта    | Кофу, Япония $10,000 — Хард Турнир 2012                                            | Хироко Кувата 6-4 4-6 7-6(7)                                    | Лю Фанчжоу                                  |
| 19 марта    | Кофу, Япония $10,000 — Хард Турнир 2012                                            | Аюми Ока Котоми Такахата 6-4 5-7 [10-3]                         | Эри Ходзуми Рэми Тэдзука                    |
| 19 марта    | Мадрид, Испания $10,000 — Грунт(i) Турнир 2012                                     | Сара Соррибес Тормо 6-2 7-6(8)                                  | Исабель Раписарда-Кальво                    |
| 19 марта    | Мадрид, Испания $10,000 — Грунт(i) Турнир 2012                                     | Яна Яндова Сандра Мартинович 6-3 6-3                            | Клелия Мелена Джулия Суссарелло             |
| 19 марта    | Метепек, Мексика $10,000 — Хард Турнир 2012                                        | Зузана Злохова 6-3 7-5                                          | Ванеса Фурланетто                           |
| 19 марта    | Метепек, Мексика $10,000 — Хард Турнир 2012                                        | Элизабет Феррис Николь Мелихар 6-3 6-1                          | Лиз Татьяна Кёлер Богарин Бриэнн Морган     |
| 19 марта    | Ранкагуа, Чили $10,000 — Грунт Турнир 2012                                         | Даниэла Сегель 7-6(4) 6-3                                       | Каролина Себальос                           |
| 19 марта    | Ранкагуа, Чили $10,000 — Грунт Турнир 2012                                         | Патрисия Ку-Флорес Даниэла Сегель 7-6(2) 7-5                    | Фернанда Брито Ракель Пилтчер               |
| 19 марта    | Алма-Ата, Казахстан $25,000 — Хард(i) Турнир 2012                                  | Анастасия Васильева 6-4 6-1                                     | Михаэла Гончова                             |
| 19 марта    | Алма-Ата, Казахстан $25,000 — Хард(i) Турнир 2012                                  | Оксана Калашникова Евгения Пашкова 6-1 7-5                      | Альбина Хабибулина Илона Кремень            |
| 19 марта    | Бангалор, Индия $25,000 — Хард Турнир 2012                                         | Донна Векич 6-2 6-4                                             | Андреа Кох Бенвенуто                        |
| 19 марта    | Бангалор, Индия $25,000 — Хард Турнир 2012                                         | Тамарин Хендлер Мелани Клаффнер 6-2 4-6 [10-6]                  | Тадея Маерич Аня Прислан                    |
| 19 марта    | Бат, Великобритания $25,000 — Хард(i) Турнир 2012                                  | Кики Бертенс 6-4 3-6 6-3                                        | Анника Бек                                  |
| 19 марта    | Бат, Великобритания $25,000 — Хард(i) Турнир 2012                                  | Татьяна Малек Штефани Фогт 6-3 3-6 [10-3]                       | Жюли Куэн Мелани Саут                       |
| 19 марта    | Ипсвич, Австралия $25,000 — Грунт Турнир 2012                                      | Сандра Заневская 7-6(5) 6-1                                     | Эшли Барти                                  |
| 19 марта    | Ипсвич, Австралия $25,000 — Грунт Турнир 2012                                      | Моника Адамчак Сандра Заневская 7-5 6-4                         | Сюко Аояма Дзюнри Намигата                  |
| 19 марта    | Ла-Марса, Тунис $25,000 — Грунт Турнир 2012                                        | Элина Свитолина 7-6(4) 7-6(5)                                   | Изабелла Шиникова                           |
| 19 марта    | Ла-Марса, Тунис $25,000 — Грунт Турнир 2012                                        | Ульрикке Эйкери Изабелла Шиникова 6-3 6-4                       | Мервана Югич-Салкич Сандра Клеменшиц        |
| 19 марта    | Москва, Россия $25,000 — Ковёр(i) Турнир 2012                                      | Маргарита Гаспарян 6-0 — отказ                                  | Людмила Киченок                             |
| 19 марта    | Москва, Россия $25,000 — Ковёр(i) Турнир 2012                                      | Маргарита Гаспарян Анна Арина Маренко 3-6 7-6(4) [10-6]         | Валентина Ивахненко Катерина Козлова        |
| 19 марта    | Пхукет, Таиланд $25,000 — Хард(i) Турнир 2012                                      | Дина Пфиценмайер 6-2 6-4                                        | Ноппаван Летчивакан                         |
| 19 марта    | Пхукет, Таиланд $25,000 — Хард(i) Турнир 2012                                      | Натела Дзаламидзе Марта Сироткина 6-4 6-1                       | Чжань Цзиньвэй Чжэн Сайсай                  |
| 26 марта    | Анталья, Турция $10,000 — Хард Турнир 2012                                         | Анна Каролина Шмидлова 7-6(5) 6-4                               | Анна-Лена Фридзам                           |
| 26 марта    | Анталья, Турция $10,000 — Хард Турнир 2012                                         | Анамика Бхаргава Сильвия Крывач 4-6 6-4 [10-3]                  | Анна Каролина Шмидлова Шанталь Шкамлова     |
| 26 марта    | Фелланден, Швейцария $10,000 — Ковёр(i) Турнир 2012                                | Амра Садикович 6-3 6-2                                          | Сара-Ребекка Секулич                        |
| 26 марта    | Фелланден, Швейцария $10,000 — Ковёр(i) Турнир 2012                                | Ксения Нолл Амра Садикович 6-7(3) 6-4 [12-10]                   | Лара Михел Эмили Уэбли-Смит                 |
| 26 марта    | Гавр, Франция $10,000 — Грунт(i) Турнир 2012                                       | Миртиль Жоржес 5-7 7-5 6-0                                      | Исалин Бонавентюре                          |
| 26 марта    | Гавр, Франция $10,000 — Грунт(i) Турнир 2012                                       | Миртиль Жоржес Селин Гескир 6-4 6-2                             | Марион Арканьёли Кинни Лесне                |
| 26 марта    | Ниситама, Япония $10,000 — Хард Турнир 2012                                        | Акико Ёнэмура 1-1 — отказ                                       | Кумико Иидзима                              |
| 26 марта    | Ниситама, Япония $10,000 — Хард Турнир 2012                                        | Эри Ходзуми Рэми Тэдзука 6-4 6-7(1) [10-7]                      | Кадзуса Ито Юка Мори                        |
| 26 марта    | Пуэбла-де-Сарагоса, Мексика $10,000 — Хард Турнир 2012                             | Ванеса Фурланетто 6-3 6-3                                       | Элизабет Феррис                             |
| 26 марта    | Пуэбла-де-Сарагоса, Мексика $10,000 — Хард Турнир 2012                             | Ана-Паула де ла Пенья Иветта Лопес 6-1 7-6(0)                   | Сесилия Коста Мельжар Флавия Гимараес Буэно |
| 26 марта    | Рибейран-Прету, Бразилия $10,000 — Грунт Турнир 2012                               | Габриэла Се 6-1 6-0                                             | Наташа Фуруклас                             |
| 26 марта    | Рибейран-Прету, Бразилия $10,000 — Грунт Турнир 2012                               | Габриэла Се Карла Форте 6-1 3-6 [10-7]                          | Исабелла Роббиани Каролина Себальос         |
| 26 марта    | Бандаберг, Австралия $25,000 — Грунт Турнир 2012                                   | Сандра Заневская 6-3 6-2                                        | Сюко Аояма                                  |
| 26 марта    | Бандаберг, Австралия $25,000 — Грунт Турнир 2012                                   | Сюко Аояма Дзюнри Намигата 6-1 7-5                              | Саша Джонс Салли Пирс                       |
| 26 марта    | Пхукет, Таиланд $25,000 — Хард(i) Турнир 2012                                      | Марта Сироткина 7-5 7-6(6)                                      | Клер Фёэрстен                               |
| 26 марта    | Пхукет, Таиланд $25,000 — Хард(i) Турнир 2012                                      | Ноппаван Летчивакан Чжэн Сайсай 6-3 6-3                         | Хань Синьюнь Сунь Шэннань                   |
| 26 марта    | Оспри, США $50,000 — Грунт Турнир 2012                                             | Аранча Рус 6-4 6-1                                              | Сесиль Каратанчева                          |
| 26 марта    | Оспри, США $50,000 — Грунт Турнир 2012                                             | Линдсей Ли-Уотерс Меган Мултон-Леви 2-6 6-4 [10-7]              | Александра Панова Леся Цуренко              |